# 阿基尼
阿基尼（法語：Acquigny，法語發音：[akiɲi]）是法国诺曼底大区厄尔省的一个市镇，属于莱桑德利区。

## 地理
阿基尼（49°10'22"N, 1°10'42"E）面积17.83 平方千米，位于法国诺曼底大区厄尔省，该省份为法国北部内陆省份，北起滨海塞纳省，西接奧恩省和卡爾瓦多斯省，南至厄尔-卢瓦省，东临瓦兹省、瓦兹河谷省和伊夫林省。
与阿基尼接壤的市镇（或旧市镇、城区）包括：阿伊、伊通河畔昂夫勒维尔、方丹贝朗热、厄德布维尔、厄尔河畔厄德勒维尔、翁杜维尔、勒梅尼勒茹尔丹、潘泰维尔。

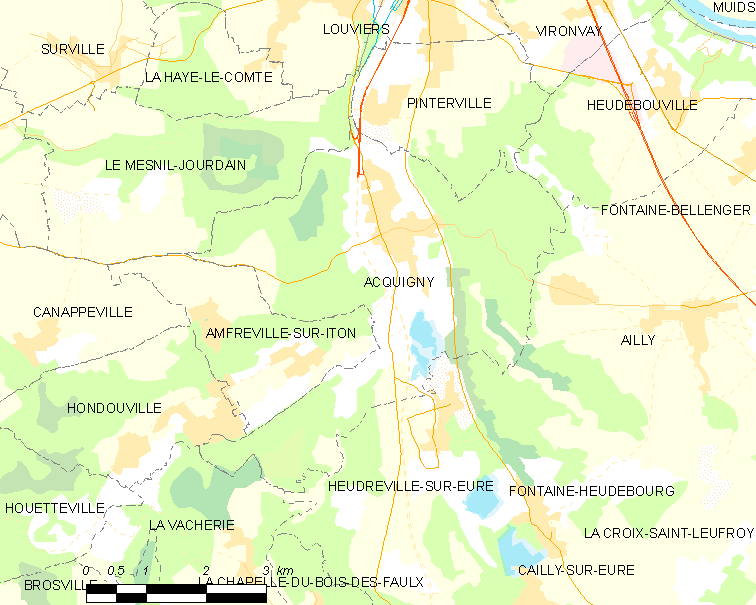
阿基尼的OSM定位图

阿基尼的时区为UTC+01:00、UTC+02:00（夏令时）。

## 行政
阿基尼的邮政编码为27400，INSEE市镇编码为27003。

## 政治
阿基尼所属的省级选区为蓬德拉尔什县。

## 人口

1962-2008年间阿基尼人口变化图示

阿基尼于2022年1月1日时的人口数量为1725人。